# Волоцкий (хутор)
Волоцкий — хутор в Чернышковском районе Волгоградской области. Входит в состав Чернышковского городского поселения. Население 521 чел. (2010)

## История
В соответствии с Законом Волгоградской области № 976-ОД от 22 декабря 2004 года хутор вошёл в состав Чернышковского городского поселения.

## География
Волоцкий расположен в верхних отрогах балки Журавки (правый приток Цимлы, бассейн Дона), возле хутора в ней сооружены пруды. Сама Цимла протекает в 4,6 км к северо-северо-востоку от хутора.
Абсолютная высота — 83 метра над уровнем моря.
уличная сеть
В хуторе 5 улиц: ул. Восточная, ул. Гвардейская, ул. Продольная, ул. Садовая, ул. Школьная
Географическое положение
| Статус                 | НП                 | Расстояние по прямой | Расстояние по дорогам | Направление |
| ---------------------- | ------------------ | -------------------- | --------------------- | ----------- |
| Облцентр               | г. Волгоград       | 173,9 км             | 194,7 км              | В           |
| Райцентр и горпосцентр | пгт. Чернышковский | 6 км                 | 7,6 км                | С           |

## Население
| 2010 |
| ---- |
| 521  |

## Инфраструктура
Школа

## Транспорт
Хутор соединён асфальтовыми дорогами с ближайшими населёнными пунктами. В 3,6 км к северу от хутора проходит трасса М21. В 6,6 км к северу от хутора расположена железнодорожная станция Чернышков